# زانکت یولیان
زانکت یولیان (به آلمانی: Sankt Julian) یک شهر در آلمان است که در Lauterecken-Wolfstein واقع شده‌است. زانکت یولیان ۱٬۲۷۴ نفر جمعیت دارد.